# Andreas Sturm (Autor)

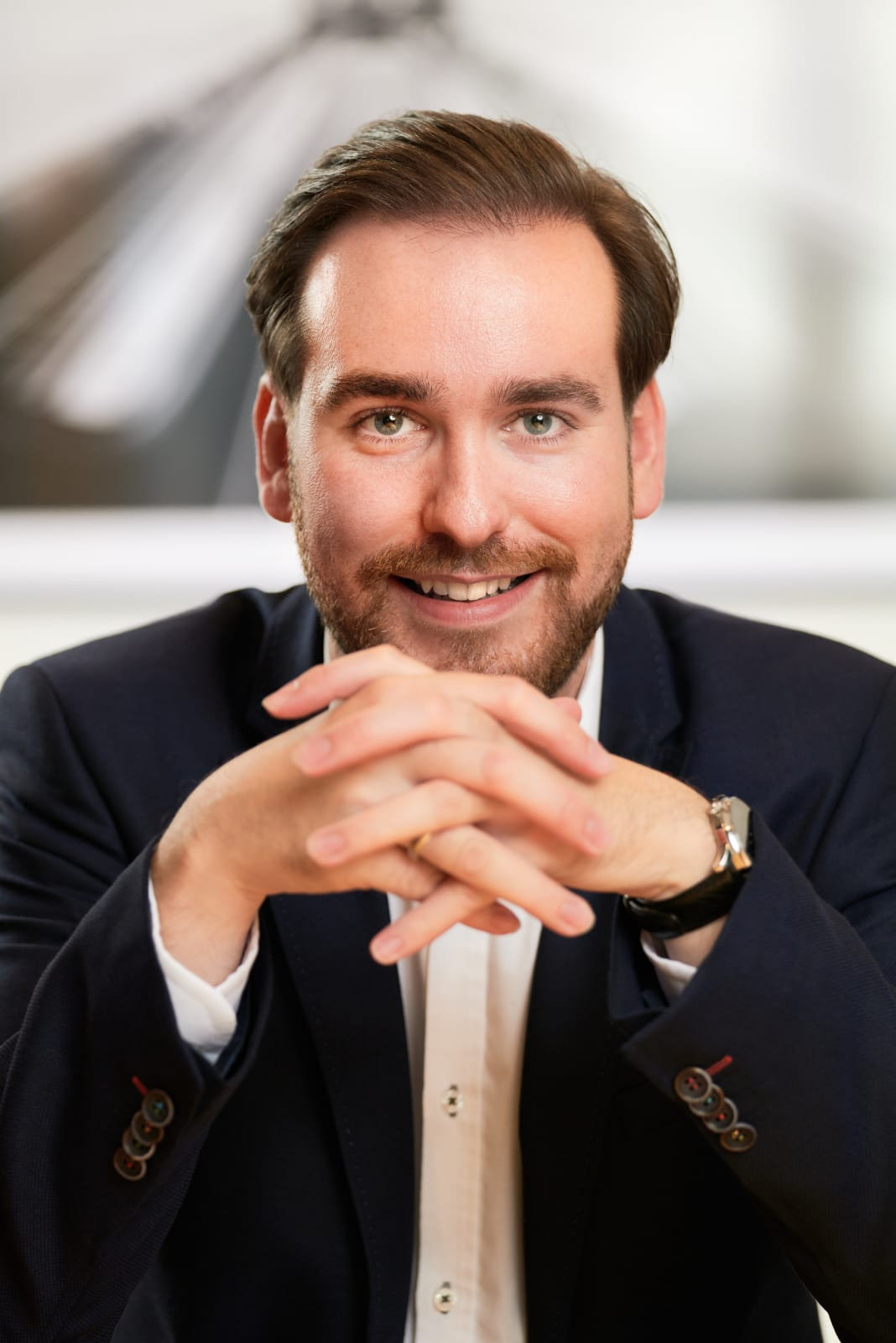
Andreas Sturm

Andreas T. Sturm (* 18. September 1986 in Speyer) ist ein deutscher Politiker (CDU) und Autor. Seit der Landtagswahl in Baden-Württemberg 2021 ist er Landtagsabgeordneter der CDU im Landtagswahlkreis Schwetzingen. In seiner Landtagsfraktion ist er Vorsitzender des Arbeitskreises für Bildung, Jugend und Sport und damit bildungspolitischer Sprecher und Sprecher für Kulturpolitik. Der Autor schreibt Bücher über William Shakespeare (»Das Shakespeare Prinzip«) und Oscar Wilde (»Born to be Wild(e)«).

## Leben und Wirken
Sturm absolvierte die Grundschule in Neulußheim, die Realschule in Hockenheim sowie das Gymnasium mit dem Abitur in Speyer. Von 2007 bis 2013 studierte er Englisch und Evangelische Religionslehre an der Johannes Gutenberg-Universität Mainz. Am Institute of Continuing Education der Universität Cambridge legte er das Honours Programme in Shakespeare-Studien ab. Er arbeitete beim Hessischen Kultusministerium und war als Studienrat an der Albertus-Magnus-Schule Viernheim und an der Hessischen Lehrkräfteakademie tätig.
Andreas Sturm ist Autor der Sachbücher Das Shakespeare-Prinzip: 13 Wege zum Erfolg (2019) und Shakespeare und die Entstehung des europäischen Geistes: Die (Schwarze) Romantik als Epoche des Umbruchs (2023). Des Weiteren veröffentlicht er Artikel im Debattenmagazin The European, im Kulturmagazin Tabula Rasa und im WirtschaftsKurier. Hauptsächlich schreibt er zu amerikanischer Politik, britischer Politik, Religion und Kultur. Ferner veröffentlicht er in anderen Fachmagazinen wie Praxis Fremdsprachenunterricht von Cornelsen.
Sturm ist verheiratet und lebt in der nordbadischen Gemeinde Neulußheim.

## Politik
Andreas Sturm ist gewählter Abgeordneter im Landtag von Baden-Württemberg. Er trat am 14. März 2021 bei der Landtagswahl in Baden-Württemberg 2021 im Landtagswahlkreis Schwetzingen an und zog mit dem Zweitmandat in den Landtag ein. Bei der Nominierung setzte er sich unter anderem gegen den Bundesvorsitzenden des Vereins Werteunion, Alexander Mitsch, durch.
In der CDU-Landtagsfraktion ist Sturm bildungspolitischer Sprecher, da er Vorsitzender des CDU-Arbeitskreises im Ausschuss für »Bildung, Jugend und Sport« ist. Im Ausschuss für »Wissenschaft, Forschung und Kunst« fungiert der Abgeordnete als kulturpolitischer Sprecher seiner Fraktion. Im Ausschuss für »Soziales, Gesundheit und Integration« ist er Berichterstatter für Seniorenpolitik und für Angelegenheiten der Menschen mit Behinderung.
Er gehört dem Ausschuss für Kultus, Jugend und Sport, dem Ausschuss für Wissenschaft, Forschung und Kunst sowie dem Ausschuss für Soziales, Gesundheit und Integration an.
Sturm gehört seit dem Jahr 2009 dem Gemeinderat in Neulußheim an und ist zweiter stellvertretender Bürgermeister. Seit dem Jahr 2011 ist Andreas Sturm Vorsitzender der CDU Neulußheim. Weiterhin ist er Ehrenvorsitzender der Jungen Union HoRAN (Hockenheim, Reilingen, Altlußheim und Neulußheim).
Sturm wurde am 22. Dezember 2021 zum Mitglied der 17. Bundesversammlung gewählt.

## Politische Positionen
Für Sturm können die Herausforderungen in der Bildungspolitik nur mit einer evidenzbasierten Unterrichtsentwicklung gelöst werden.
Sturm setzt sich für eine digital gestützte Lernverlaufsdiagnostik von Klasse 1–9 ein. Die Einführung von »quop« an Grundschulen in Baden-Württemberg geht maßgeblich auf die Initiative Sturms zurück, auf dessen Antrag im Landeshaushalt 2022 Mittel für die Software eingestellt wurden.
Im Hinblick auf die abnehmende Sprachkompetenz in der Grundschule befürwortet Sturm das Hamburger-Modell mit verpflichtenden Sprachtests im Alter von vier Jahren und einer verbindlichen Sprachförderung.
Der Bildungspolitiker wirbt für moderne Steuerungsmechanismen der Schülerlenkung, eine neue Grundschulempfehlung, welche die Lehrerempfehlung, einen Test und den Elternwillen berücksichtigt.
Sturm ist Befürworter der Wiedereinführung des G9 und wirbt für eine Offensive für humanistische Bildung.

## Sonstige Funktionen, Ehrenamt und Mitgliedschaften

### Mandatsbezogene Funktionen und Mitgliedschaften
- Mitglied im Verwaltungsrat des Württembergischen Staatstheaters Stuttgart
- Mitglied im Kuratorium der Landeszentrale für politische Bildung
- Mitglied im Kuratorium der Jugendstiftung Baden-Württemberg
- Mitglied im Kuratorium Toto-Lotto Baden-Württemberg
- Mitglied im Kuratorium der Kunststiftung Baden-Württemberg
- Mitglied im Beirat Schülerwettbewerb
- Mitglied im Beirat des Kuratoriums Akademie Schloss Solitude
- Stellvertretendes Mitglied des Verwaltungsrates des Badischen Staatstheaters Karlsruhe

### Ehrenamt
- Verbandsvorsitzender des Blasmusikverbandes Rhein-Neckar
- Fußballschiedsrichter in Fußballkreis Mannheim

### Mitgliedschaften
- Altstipendiat der Konrad-Adenauer-Stiftung
- Ehrenamtlicher Vorsitzender des »International Advisory Board« und Mitglied im »Board of Directors« des Shakespeare Festivals Marco Island & Naples, Florida
- Deutsche Shakespeare-Gesellschaft
- Friends of Madingley Hall, Universität Cambridge

## Auftritte, Lesungen und Vorträge

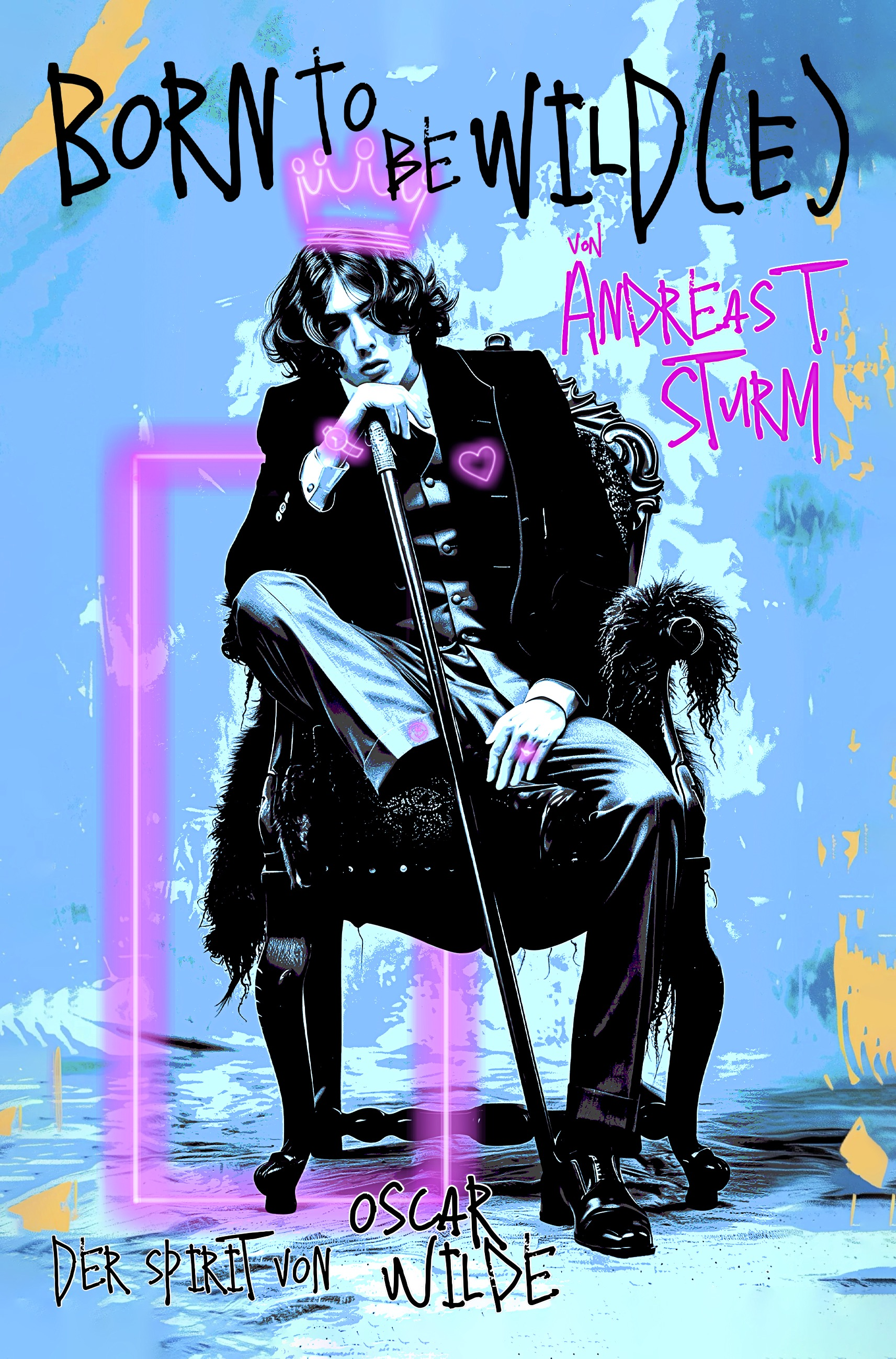
Buchcover von "Born to be Wild(e)" erstellt von Dominik Göhlich

Neben den mandatsbezogenen Vorträgen als Abgeordneter zu landespolitischen Themen hält Sturm regelmäßig Lesungen seiner Bücher ab und Vorträge in den Bereichen Literatur (William Shakespeare und Oscar Wilde), Kultur, Theologie, Philosophie und Geschichte. Vorträge hielt er außerdem unter anderem als Visiting Scholar in Florida (Marco Island, 2017), Braunau (Eröffnungsvortrag bei den 28. Braunauer Zeitgeschichte-Tagen 2019), Arnsberg (Christine-Koch-Gesellschaft) oder im Frankfurter Presseclub („Was würde Shakespeare zum Brexit sagen?“, 2019).
Feste Programme Sturms sind das „Dinner with Shakespeare“, bei dem die Shakespeare-Lesung von einem Drei-Gänge-Menü umrahmt wird, „Whisky and Wilde“ sowie „Shakespeare, Wein und Politik“. Er ist Vorsitzender des International Advisory Board und Mitglied des Board of Directors des Marco Island & Naples Shakespeare Festival in Florida.
Ab Januar 2024 tritt Andreas Sturm im Theater der Altstadt Stuttgart mit dem Programm „Born to be Wild(e)“ auf, bei dem er durch das Werk und Leben des irischen Autors Oscar Wilde führt. Im April 2025 publizierte er das gleichnamige Buch, welches auf seinem Programm basiert: »Born to be Wild(e): Der Spirit von Oscar Wilde«

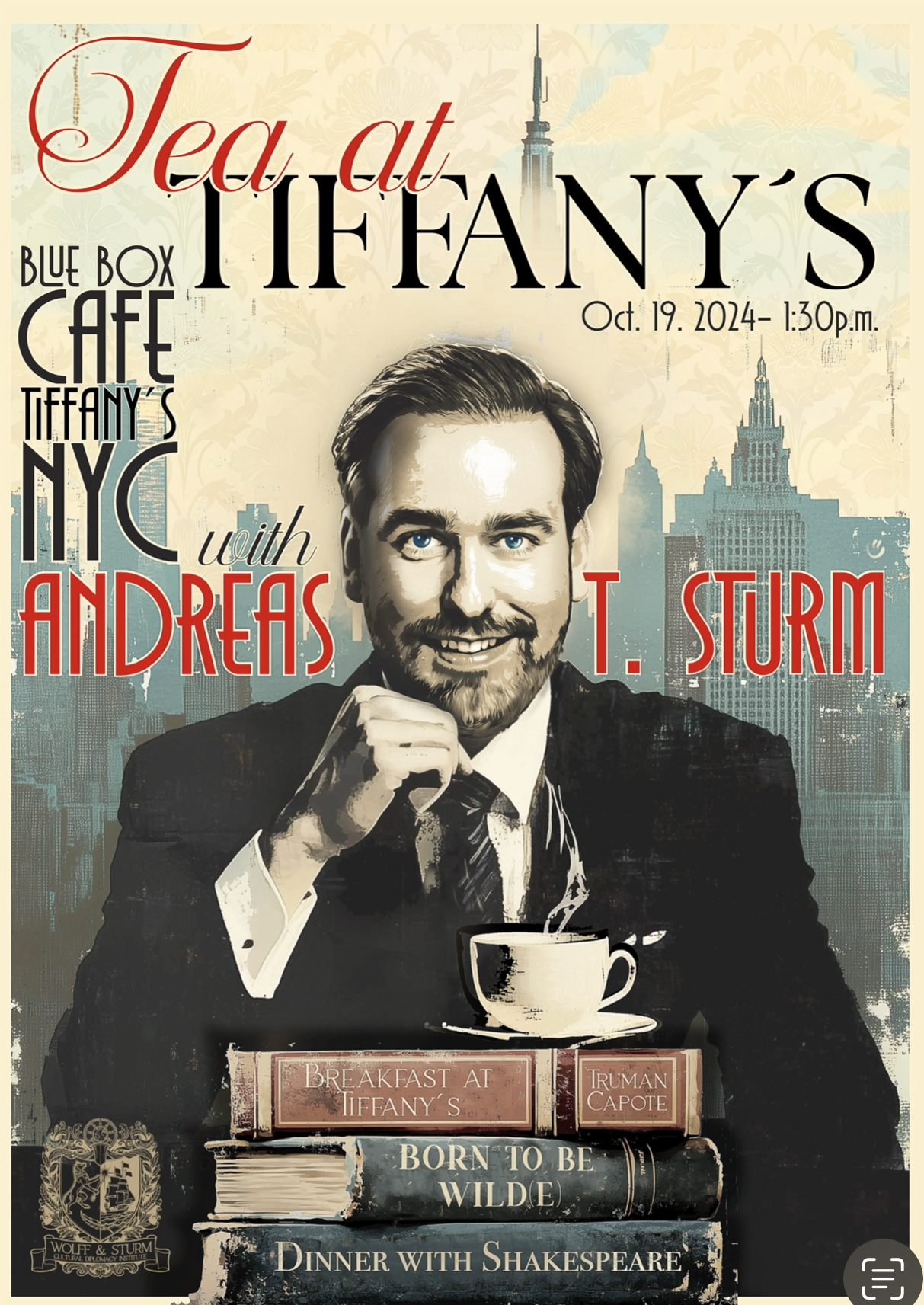
Werbeplakat erstellt von Dominik Göhlich

Im Oktober 2024 trat Sturm mit seiner Lesung »Tea at Tiffany’s: A Literary Journey from Shakespeare to Truman Capote« im Blue Box Café des Tiffany Flagshipstore in New York City auf, wo er über Identitätskrisen in der Literatur sprach.

## Shakespeare und die Entstehung des europäischen Geistes
Im 2023 veröffentlichten Sachbuch Shakespeare und die Entstehung des europäischen Geistes: Die (Schwarze) Romantik als Epoche des Umbruchs argumentiert Sturm, »Die Shakespeare-Rezeption ist eine Konstante, vor deren Hintergrund die Entwicklung des europäischen Geistes nachvollziehbar wird.« Die Rezeption werde so zu einem Seismografen des europäischen Geistes, während die Dramen selbst Spiegelbild des europäischen Geistes sind. Sturm folgt dabei der Definition von europäischen Werten, wie Peter Prange sie in seinem Buch Werte: Von Plato bis Pop – Alles, was uns verbindet (2006) skizziert. Ferner geht Sturm auf Shakespeares Einfluss auf die Dichter der Romantik ein, die ihn als Originalgenie verehrten und daraus einen Freiheitsbegriff ableiteten und ihn literarisch sowie politisch umsetzten. Shakespeare war dabei „Bezugspunkt, Bindeglied und Motor für den kulturellen Austausch“. Einen besonderen Einfluss Shakespeares sieht der Autor auf die Schwarze Romantik, die wiederum den europäischen Geist maßgeblich beeinflusste.

## Buchveröffentlichung
- Das Shakespeare-Prinzip. 13 Wege zum Erfolg. WOLL Verlag, 2019, ISBN 978-3-948496-01-2.[27]
- Shakespeare und die Entstehung des europäischen Geistes: Die (Schwarze) Romantik als Epoche des Umbruchs. WOLL Verlag, 2023, ISBN 978-3-948496-70-8.
- (Hrsg.) Ein Leben für psychisch Kranke. Festschrift zum Lebenswerk von Frank G. Brecht. Edition Schröck-Schmidt, 2023, ISBN 978-3-945131-48-0.
- Born to be Wild(e): der Spirit von Oscar Wilde. WOLL Verlag, 2025, ISBN 978-394849694-4.[28]